# Erdélyi hérics
Az erdélyi hérics (Adonis x hybrida vagy Adonis transsylvanica) a kétszikűek (Magnoliopsida) osztályának a boglárkavirágúak (Ranunculales) rendjéhez, ezen belül a boglárkafélék (Ranunculaceae) családjához tartozó, Magyarországon fokozottan védett, reliktum-endemikus faj. Az első Magyarországon védetté nyilvánított faj (1971), 2001-től pedig fokozottan védett. A faj 1935-ben Csorváson talált példányait Jávorka Sándor volgamenti héricsnek (Adonis volgensis) határozta meg, később ennek és a tavaszi héricsnek (Adonis vernalis) állandósult hibridjének tekintették. A Sramkó Gábor botanikus vezetésével napjainkban (2012) folyó genetikai vizsgálatok kiderítették, hogy a csorvási növény mégsem hibrid, hanem maga a volgamenti hérics.

## Elterjedése, élőhelye
Az erdélyi héricsnek Közép-Európában jelenleg (2005) mindössze öt (két romániai és három magyarországi) termőhelye ismert. A magyarországi állomány nagysága csupán néhány száz tő.
Élőhelyei a löszpusztagyepek, termőtalaja löszön kialakult típusos alföldi mészlependékes csernozjom.

## Megjelenése
15–30 cm magas, elágazó szárú növény. Levelei szórt állásúak, 2-3-szor szárnyasan hasadtak. A levélsallangok fonalas lándzsásak, 1–3 mm szélesek, fonákukon kissé szőrösek. Magános, csúcsálló virágai sötétsárgák, kisebbek és sötétebb árnyalatúak, mint a tavaszi héricséi, a szirmok száma változó. Zárt bimbói már márciusban kibújnak a földből. Április a virágzás csúcspontja, májusban a termésképzéskor a megnyúló virágzati tengelyen a terméscsoport lefelé hajlik. A termések beérésekor a nyél már szinte a föld felszínéig lehajlik. Termése bókoló kocsányú csoportos aszmag, melyben a terméskék sima falúak.